# Echinochloa turneriana
Echinochloa turneriana är en gräsart som först beskrevs av Karel Domin, och fick sitt nu gällande namn av John McConnell Black. Echinochloa turneriana ingår i släktet hönshirser, och familjen gräs. Inga underarter finns listade i Catalogue of Life.